# Monti Pylginskij
I Monti Pylginskij (in russo Пылгинский хребет? sono una catena montuosa dell'Estremo Oriente Russo, si trovano nell'Oljutorskij rajon del Territorio della Kamčatka e fanno parte dell'altopiano dei Coriacchi. 
La catena si estende da sud-ovest a nord-est, dalla penisola Govena al corso medio del fiume Pachača. Costituisce la parte assiale della penisola Govena, (1000-1355 metri sul livello del mare) ed è separata dai vicini monti Vetvejskij dalla pianura alluvionale del fiume Vyvenka. Comprende un centinaio di ghiacciai, tra i quali i più grandi sono Gitkojulinskij, Euvajamskij, Rytchynjakunskij, Bol'šoj Panetinskij, e laghi di montagna d'acqua dolce: Potatgytgyn e Ilirgytgyn.
Le altezze prevalenti del crinale sono 400-1000 metri. La catena Pylginskij ha un aspetto alpino, con creste affilate e strette, cime a cupola e ripidi pendii ricoperti di astragalo. Gli speroni della cresta sono perpendicolari alla costa del mare, dando luogo a baie tipo fiordo che si inseriscono nella costa della penisola Govena. La vegetazione comprende tundre di montagna e costiere, con betulla nana, prati subalpini e costieri, e paludi.